# 迂棋
迂棋（Fanorona），是流行於馬達加斯加地區的兩人棋類。

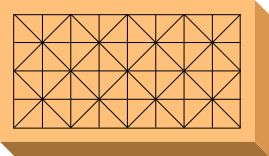
迂棋棋盤

## 棋具
- 棋盤為五橫九豎的橫直線交叉，另有東南-西北向、西南-東北向的斜線各八條，組成共四十五個棋點。

- 各以兩色棋子區分敵我，每方棋子數二十二枚。

## 規則

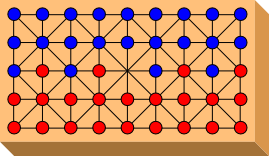
迂棋初始布置

- 棋子皆放在棋點上。每方棋子放在最近己方的兩條橫列，以及第三橫列中以己方右邊數第一、三、六、八此四個棋點。因此棋盤中間的棋點為空位。

- 任何棋子皆須需沿棋盤上的斜直橫線移動至鄰近空棋點。

- 每回合玩家可能有兩種行動，若可以吃子則必須選擇至少吃掉一子。
  - 吃子方式有兩種選擇:
    - 撞吃。己棋若目的棋位有緊連到一枚或多枚連串敵棋並為在移動方向，則把該些敵棋全部移出棋盤。
    - 拖吃。己棋若出發棋位有緊連到一枚或多枚連串敵棋並為移動相反方向，則把該些敵棋全部移出棋盤。

  - 吃一子後，該著可以繼續連吃或放棄。但每次再吃子的方向必須成直角或斜角轉彎，且不可回到本回合走過的棋點。
  - 如果無法吃子，选择一个可以移動的己子到鄰邊空棋點。
- 消滅所有敵棋者獲勝[2]。

## 文化
在《刺客教條III》及《刺客信条：叛变》中作為小遊戲出现。

## 外部連結
- 遊戲介紹
- 線上遊戲
- 線上遊戲 （页面存档备份，存于）